# John Money
John William Money (Morrinsville, 8 de julio de 1921-Towson, Maryland; 7 de julio de 2006) fue un psicólogo neozelandés nacionalizado estadounidense especializado en sexología emigrado a los Estados Unidos después de la Segunda Guerra Mundial.
Muy cercano a Harry Benjamin, su influencia fue determinante en la tesis de la identidad de género y el tratamiento hormono-quirúrgico de la transexualidad. Su experimento de reasignación de sexo fracasó totalmente y acabó con el suicidio de su paciente, David Reimer.

## Biografía
Money nació en Morrinsville, Nueva Zelanda, en una familia fundamentalista cristiana de ascendencia inglesa y galesa. En 1944 se graduó en la Universidad Victoria de Wellington con una maestría en Psicología y otra en Educación. Trabajó en la Universidad de Otago en Dunedin, pero en 1947 emigró a los Estados Unidos para estudiar psiquiatría en la Universidad de Pittsburgh. En 1952 terminó su doctorado en la Universidad de Harvard. Desde 1951 hasta su muerte fue profesor de pediatría y psicología médica en la Universidad Johns Hopkins donde fue profesor de Louis Gooren.
Fue el primer miembro honorario de la Asociación Española de Sociedades de Sexología (AEES) y se ha propuesto que el premio de investigación de la Federación Española de Sociedades de Sexología (FESS) lleve su nombre.
En 1991, Eli Coleman publicó «John Money, a Tribute» en el Journal of Psychology and Human Sexuality, volumen 4, número 2, con la biografía de John Money.
En 2002 recibió la medalla Magnus Hirschfeld de la Sociedad Alemana para la Investigación Científico-Social en Sexualidad.
En enero de 2004 se publicó la autobiografía de Money, titulada The Thinking Traveller, 1946-2003.
Falleció el 7 de julio de 2006, un día antes de cumplir los 85 años, en la ciudad de Towson (Maryland), debido a las complicaciones que tuvo con la enfermedad de Parkinson.

## Obra
Consagró su obra a defender la idea de la independencia radical del «habitus social» respecto del sexo biológico. Consideraba preponderante el concepto de sexo de asignación y de crianza.
Trasladó el término «género» de las ciencias del lenguaje a las ciencias de la salud cuando estaba investigando problemas de hermafroditismo en el Departamento de Psiquiatría y Pediatría del Hospital de la Universidad Johns Hopkins. Sus investigaciones en este campo revolucionaron los conocimientos que se tenían hasta el momento sobre el sexo.
Sus investigaciones se basaban en la observación de individuos portadores de anomalías sexuales congénitas. Se dedicó al estudio de las consecuencias del tratamiento médico de la cirugía de reconstrucción genital y al modo de educación adoptado (masculino o femenino).
En oposición a la biología, para Money, el comportamiento estaba regido por la educación como varón o mujer y no por el sexo biológico.
Money consideraba el dimorfismo de respuestas ante los caracteres sexuales secundarios o como uno de los aspectos más universales de vínculo social.
El género social es dualista y codifica durante la infancia: la mitad del código es para lo femenino y la otra mitad para lo masculino. Un niño o una niña deben asimilar ambas mitades del código, cada uno identificándose con una y complementándose con la otra.
Denominó complementación al proceso mediante el cual los adultos implantan en los niños, durante la crianza de sus hijos, las respuestas y las conductas complementarias a su propio género. Por ejemplo, cuando en la tradición familiar el padre baila con su hija mujer y la madre con su hijo varón.
Money describe un sistema de relaciones intersubjetivas con sus padres durante los tres primeros años de vida del niño que instituyen en el psiquismo de éste el sentimiento íntimo de ser nene o nena. A este sentimiento Money lo llamó identidad de género.
Consideraba el proceso de identidad de género como erradicable, al igual que la adquisición del lenguaje de la lengua materna, que puede caer en desuso pero no puede ser ni erradicada ni desaprendida.
Al considerar el género, ligado al deseo, como más determinante que el determinismo biológico, ligado a la anatomía, reactivó las controversias en la comunidad científica acerca de lo innato o adquirido. En la década de 1950 este tema era de fundamental importancia para los que bregaban por despatologizar la homosexualidad.
Además de sus estudios sexológicos sobre los niños intersexuales, las fantasías sexuales, las parafilias y la pedofilia y de sus estudios sobre el género, es conocido también por el estudio del hermafroditismo y por su trabajo en la interacción de las hormonas y el desarrollo cognitivo, por ejemplo, problemas de lectura y de crecimiento como los de enanismo psicosocial y pubertad precoz, el síndrome de hyperplasia suprarrenal congénita en casos expuestos a andrógenos o el síndrome de insensibilidad a los andrógenos.
Introdujo términos como orgasmo seco en el varón, disforia de género, cronofilia, mapa-de-amor (lovemap), mapa-del-género (gendermap), sexosofía, papel del género, travestofilia, principio de Adán, principio de Eva, identificación cruzada, cruce del género, ginemimesis y andromimesis.
Formó parte del movimiento de liberación sexual de las décadas de 1960 y 1970.
Sus posiciones personales sobre el ejercicio de la de sexualidad, en especial de las parafilias y la pedofilia, fueron muy controvertidas y criticadas.

## Controversias

### El caso Reimer
Durante su vida profesional fue respetado como un experto en el comportamiento sexual, sobre todo por su teoría de que el género es adquirido más que innato. Muchos años más tarde, sin embargo, se reveló que su caso más famoso que comprobaba su teoría fue en realidad un rotundo fracaso. El caso es el cambio de sexo de David Reimer.
En 1966, una circuncisión mal realizada dejó a David Reimer (de 8 meses) sin pene. Basado en la recomendación de Money, catorce meses después, se reasignó a David como mujer, sus testículos fueron retirados y se le creó una vulva de forma artificial, finalmente se le cambió el nombre a Brenda. Money recetó además el tratamiento hormonal, que fue realizado también. Money también recomendó una cirugía para crear una vagina artificial, a lo que los padres se negaron al inicio, aunque tiempos después la realizaron. Money le indicó a la familia que nunca le dijesen sobre su cambio de sexo y que lo educaran como una niña normal, además de actividades sexuales para comprobar el desarrollo, cosa que fue realizada por la familia. Money publicó una serie de artículos con informes de la reasignación como exitosa y la exhibió como la prueba irrefutable de su teoría.
Durante las citas médicas subsecuentes con David y su hermano gemelo, Brian, Money forzó a los dos a realizar actos sexuales, con David haciendo el rol de pasivo mientras su hermano "[presionaba] su entrepierna contra las nalgas de David". Money también forzaba a los dos niños a desnudarse para realizar "inspecciones genitales", ocasionalmente tomando fotografías. Money justificó estos actos alegando que los "juegos sexuales en la infancia" eran importantes para una "identidad de género saludable en la adultez"
Por varios años, Money informó del progreso de David como el "caso John/Joan", describiendo un desarrollo del género femenino aparentemente exitoso y usando este caso para apoyar la viabilidad de la reasignación de sexo y la reconstrucción quirúrgica incluso en casos de personas no intersexuales. Las notas de un ex-estudiante del laboratorio de Money expresan que, durante las visitas anuales consecuentes, los padres de David mintieron al personal sobre el éxito del procedimiento. El hermano de David, Brian, más tarde desarrolló esquizofrenia.
En 1997, Milton Diamond informó que la reasignación había sido todo un fracaso, David nunca se había identificado como mujer o comportado de una manera típicamente femenina, después de haber sido cambiado su sexo a femenino. A los 14 años, después de años de terapia y varios intentos de suicidio, contaron a David todo lo sucedido y decidió someterse a tratamientos con hormonas masculinas, cambió su nombre de nuevo a David cuando era un adolescente y se sometió a una serie de cirugías que le permitieron volver a tener un pene.
En 2002, el hermano gemelo de David, Brian, fue encontrado muerto por una sobredosis de antidepresivos incapaz de superar la culpa por haber salido bien de la circuncisión y asistir al sufrimiento de su gemelo. El 5 de mayo de 2004 David Reimer se suicidó a causa del abandono de su esposa, posteriormente su padre también se suicidó por sentimientos de culpabilidad.

## Libros
- Reading disability; progress and research needs in dyslexia. Baltimore, Johns Hopkins Press, 1962, OCLC 599250319
- The disabled reader; education of the dyslexic child. John Money and Gilbert B Schiffman, Baltimore, Johns Hopkins Press, 1966, OCLC 182910
- Sex errors of the body; dilemmas, education, counseling. Baltimore, Johns Hopkins Press, 1968, OCLC 422864
- Transsexualism and sex reassignment. John Money and Richard Green, Baltimore, Johns Hopkins Press, 1969, OCLC 6866559
- Sexual signatures: on being a man or a woman. John Money and Patricia Tucker, Boston, Little, Brown, 1975, ISBN 978-031-657-826-4
- Adam en Eva in de maak: over man of vrouw zijn. John Money, Patricia Tucker and Fred de Borst, Amsterdan, Bakker, 1975, ISBN 978-906-019-359-4
- A standardized road-map test of direction sense. San Rafael, California, Academic Therapy Publications, 1976, OCLC 7087989
- Man and woman, boy and girl: the differentiation and dimorphism of gender identity from conception to maturity. John Money and Anke A Ehrhardt, Baltimore, Johns Hopkins University Press, 1972, ISBN 978-080-181-405-1
- Handbook of sexology 1. John Money and H Musaph, Amsterdan/New York, Excerpta Médica, 1977,ISBN 978-902-192-104-4
- Sexual signatures: on being a man or a woman. John Money and Patricia Tucker, Londres, Sphere Books, 1977, ISBN 978-034-912-381-3
- Love and love sickness, the science of sex, gender difference and pair-bonding. Baltimore, Johns Hopkins University Press, 1980, ISBN 978-080-182-318-3
- Desarrollo de la sexualidad humana, diferenciación y dimorfismo de la identidad de género desde de la concepción hasta la madurez. John Money y Anke Ehrhardt, Madrid, Morata, 1982,ISBN 978-847-112-205-6
- The destroying angel: sex, fitness and food in the legacy of degeneracy theory; graham crackers, Kellogg's corn flakes and American health history. Buffalo, New York, Prometheus Books, 1985, ISBN 978-087-975-277-4
- Venuses penuses: sexology, sexosophy and exigency theory. Buffalo, New York, Prometheus Books, 1986, ISBN 978-087-975-327-6
- Lovemaps: clinical concepts of sexual/erotic health and pathology, paraphilia, and gender transposition in childhood, adolescence, and maturity. New York, Irvington, 1986, ISBN 978-082-901-589-8
- Handbook of sexology 6. The pharmacology and endocrinology of sexual function. John Money, J M Sitsen and Michael E Perry, Amsterdan, Elsevier, 1988, ISBN 978-044-490-460-7
- The pharmacology and endocrinology of sexual function. John Money and J M A Sitsen, Amsterdan, Elsevier, 1988, ISBN 978-044-490-460-7
- Vandalized lovemaps: paraphilic outcome of seven cases in pediatric sexology. John Money and Margaret Lamacz, Buffalo, New Jersey, Prometheus Books, 1989, ISBN 978-087-975-513-3
- Handbook of sexology 2, Genetics, hormones and behavior. John Money, H Musaph and M E Perry, Amsterdan, Elsevier, 1990, ISBN 978-044-400-280-8
- Handbook of sexology 3, Procreation and parenthood. John Money, H Musaph and M E Perry, Amsterdan, Elsevier, 1990, ISBN 978-044-400-281-5
- The breathless orgasm: a lovemap biography of asphyxiophilia. John Money, Gordon Wainwright and David Hingsburger, Buffalo, New York, Prometheus Books, 1991, ISBN 978-087-975-664-2
- The Kaspar Hauser syndrome of psychosocial dwarfism: deficient statural, intellectual, and social growth induced by child abuse. Buffalo, New York, Prometheus Books, 1992, ISBN 978-087-975-754-0
- Reinterpreting the unspeakable: human sexuality 2000, the complete interviewer and clinical biographer, exigency theory and sexology for the Third Millennium. New York, Continuum, 1994,ISBN 978-082-640-651-4
- Principles of developmental sexology. New York, Continuum, 1997, ISBN 978-082-641-026-9
- Sin, science, and the sex police: essays on sexology and sexosophy. Amherst, New York, Prometheus Books, 1998, ISBN 978-157-392-253-1
- The lovemap guidebook: a definitive statement. New York, Continuum, 1999, 978-082-641-203-4
- Errores sexuales del cuerpo y síndromes relacionados: una guía para el asesoramiento de niños, adolescentes y sus familias. Buenos Aires, Editorial Biblos, 2002, ISBN 978-950-786-322-6
- The thinking traveller, 1946-2003. Baltimore, Md. John Money, 2003, ISBN 978-141-403-493-5
- Au coeur de nos reveries erotiques: cartes affectives, fantasmes sexuels et perversions. París, Payot, 2004, OCLC 55010713
- "Errores Sexuales del Cuerpo y Síndromes Relacionados (una guía para el asesoramiento de niños, adolescentes y sus familias)" de John Money, primera edición; editorial Biblos; Buenos Aires; 2002; traducción de Isabel Boschi; ISBN: 950-786-322-2